# من برای تو می‌میرم
من برای تو می‌میرم (به هندی: Hum Tum Pe Marte Hain) فیلمی محصول سال ۱۹۹۹ و به کارگردانی ناب کومار راجو است. در این فیلم بازیگرانی همچون گوویندا، اورمیلا ماتوندکار، دیمپل کاپادیا، پارش راوال، جانی لور، هیمانی شیوپوری، گلشن گروور ایفای نقش کرده‌اند.